# Ameropterus mortoni
Ameropterus mortoni is een insect uit de familie van de vlinderhaften (Ascalaphidae), die tot de orde netvleugeligen (Neuroptera) behoort. 
Ameropterus mortoni is voor het eerst wetenschappelijk beschreven door Esben-Petersen in 1933.